# Radames
Radames  è un nome proprio di persona italiano maschile.

## Varianti
- Maschili: Redames[3], Radamise[2]

### Varianti in altre lingue
- Catalano: Radamés[4]
- Portoghese: Radamés
- Spagnolo: Radamés[4]

## Origine e diffusione

L'attore Vano Sarajishvili nei panni di Radames

Riprende il nome di Radames, personaggio dell'Aida di Giuseppe Verdi; il nome fu probabilmente inventato di sana pianta da Auguste Mariette, che stese una prima versione dell'opera, cercando di farlo suonare "egizio" (come potrebbe dimostrare il "Ra" iniziale).
Il nome, popolarizzato dall'opera teatrale assieme con Aida, gode di scarsa diffusione, ed è attestato perlopiù in Toscana ed Emilia-Romagna.

## Onomastico
Il nome è adespota, cioè è privo di santo patrono, e l'onomastico ricade il 1º novembre, giorno di Ognissanti.

## Persone
- Radames Costa, politico italiano
- Radames Pera, attore statunitense

### Variante Radamés
- Radamés Gnattali, compositore e pianista brasiliano
- Radamés Lattari, allenatore di pallavolo brasiliano

## Il nome nelle arti
- Radames è un personaggio del film del 1982 Vieni avanti cretino, diretto da Luciano Salce.